# Valkenburg (Zuid-Holland)
Valkenburg ist ein Ortsteil der Gemeinde Katwijk in den Niederlanden, Provinz Südholland. Der Ort hat 6270 Einwohner (Stand: 1. Januar 2024) und eine Fläche von 5,76 km², wovon 0,8 km² aus Wasserfläche besteht.
Am 1. Januar 2006 wurden Valkenburg und Rijnsburg zur neuen Gemeinde Katwijk zusammengeschlossen.
Valkenburg geht auf das römische Fort Praetorium Agrippinae zurück, von dem zahlreiche Ausgrabungen gemacht wurden.
In Valkenburg befindet sich die Hauptverwaltung des Fischereikonzerns Parlevliet & Van der Plas. Im Süden Valkenburgs befand sich früher ein bedeutender Militärflugplatz der Königlichen Marine, das Vliegkamp Valkenburg. Die Züge der Dampfeisenbahn am Valkenburger See (Stoomtrein Valkenburgse Meer) fahren beim Schmalspurbahn-Museum ab.

## Politik

### Sitzverteilung im Gemeinderat
| Partei       | Sitze | Sitze | Sitze | Sitze |
| Partei       | 1990  | 1994  | 1998  | 2002  |
| ------------ | ----- | ----- | ----- | ----- |
| CDA          | 6     | 4     | 5     | 5     |
| VVD          | 1     | 2     | 2     | 3     |
| PvdA         | —     | 2     | 2     | 2     |
| ChristenUnie | —     | —     | —     | 1     |
| GPV/RPF      | 2     | 3     | 2     | —     |
| PvdA/PPR     | 2     | —     | —     | —     |
| Gesamt       | 11    | 11    | 11    | 11    |

## Persönlichkeiten
- Raymond Meijs (* 1968), Radrennfahrer